# Shizhen (köpinghuvudort i Kina, Jiangxi Sheng, lat 28,85, long 116,97)
Shizhen är en köpinghuvudort i Kina. Den ligger i provinsen Jiangxi, i den sydöstra delen av landet, omkring 110 kilometer öster om provinshuvudstaden Nanchang. Antalet invånare är 33 395. Befolkningen består av 15 723 kvinnor och 17 672 män. Barn under 15 år utgör 24,0 %, vuxna 15-64 år 66 %, och äldre över 65 år 9,0 %.
Runt Shizhen är det tätbefolkat, med 266 invånare per kvadratkilometer. Närmaste större samhälle är Leping, 19,2 km nordost om Shizhen. Trakten runt Shizhen består till största delen av jordbruksmark.
Genomsnittlig årsnederbörd är 2 653 millimeter. Den regnigaste månaden är juni, med i genomsnitt 449 mm nederbörd, och den torraste är oktober, med 41 mm nederbörd.